# ARA Comandante General Zapiola (A-2)
El ARA Comandante General Zapiola (Q-2) fue un aviso de la Armada Argentina.

## Servicio en los Estados Unidos
Charleston Shipbuilding and Drydock Co. comenzó la construcción del buque el 8 de noviembre de 1941 y lo botó el 22 de junio de 1942. El buque bautizado «USS Arapaho» entró en servicio en la Armada de los Estados Unidos el 20 de enero de 1943.
El Arapaho sirvió en la Segunda Guerra Mundial en la Campaña del Pacífico. El buque participó de las operaciones en las islas Gilbert y Marshall y en las batallas de Tinian y Okinawa. El Arapho recibió cuatro estrellas de batalla.

## Servicio en la Argentina
En 1961 los Estados Unidos vendieron al USS Arapaho a la Argentina. La Armada Argentina nombró al buque «ARA Comandante General Zapiola». El nombre honra al comandante general de marina José Matías Zapiola.
El Comandante General Zapiola varó en el estrecho Morton, Antártida, durante la Campaña Antártica de Verano 1975/1976. La tripulación abandonó el buque en enero de 1976.